# 中国历史文化名街
中国历史文化名街，是为了深入贯彻中国共产党第十七次全国代表大会精神，全面落实科学发展观，进一步推进城市文化建设和文化遗产保护，经中华人民共和国文化部、国家文物局批准后由中国文化报社联合中国文物报社举办的一项评选推介活动。该活动从2009年至2013年已连续举办5届。

## 第一届“中国历史文化名街”名单
- 北京市东城区国子监街
- 山西省平遥县南大街
- 黑龙江省哈尔滨市中央大街
- 江苏省苏州市平江路
- 安徽省黄山市屯溪老街
- 福建省福州市三坊七巷
- 山东省青岛市八大关
- 山东省青州市昭德古街
- 海南省海口市骑楼街（区）（海口骑楼老街）
- 西藏自治区拉萨市八廓街

## 第二届“中国历史文化名街”名单
- 江苏省无锡市清名桥历史文化街区
- 重庆市沙坪坝区磁器口古镇传统历史文化街区
- 上海市虹口区多伦路文化名人街
- 江苏省扬州市东关街
- 天津市和平区五大道
- 江苏省苏州市山塘街
- 黑龙江省齐齐哈尔市罗西亚大街
- 北京市西城区烟袋斜街
- 福建省漳州市历史文化街区 （漳州古街）
- 福建省泉州市中山路

## 第三届“中国历史文化名街”名单
- 山西省晋中市祁县晋商老街
- 江苏省无锡市惠山老街
- 上海市徐汇区武康路历史文化名街
- 福建省龙岩市长汀县店头街
- 广东省潮州市太平街义兴甲巷
- 安徽省黄山市歙县渔梁街
- 贵州省黔东南苗族侗族自治州黎平县翘街
- 浙江省杭州市清河坊
- 河南省洛阳市涧西工业遗产街区
- 云南省大理白族自治州巍山彝族回族自治县南诏古街

## 第四届“中国历史文化名街”名单
- 福建省厦门市中山路
- 四川省泸州市合江县尧坝古街
- 西藏自治区江孜县加日郊老街
- 陕西省榆林市米脂县米脂古城老街
- 江苏省南京市高淳区高淳老街
- 山东省青岛市小鱼山文化名人街
- 浙江省临海市紫阳街
- 吉林省长春市新民大街
- 广东省深圳市中英街
- 安徽省黄山市休宁县万安老街

## 第五届“中国历史文化名街”名单
- 广东省广州市沙面街
- 上海市静安区陕西北路
- 河南省濮阳县古十字街
- 江西省上饶市铅山县河口明清古街
- 安徽省宣城市绩溪县龙川水街
- 广东省珠海市斗门镇斗门旧街
- 福建省石狮市永宁镇永宁老街
- 广东省梅州市梅县松口镇松口古街
- 江苏省泰兴市黄桥老街
- 四川省大邑县新场古镇上下正街